# Farnese

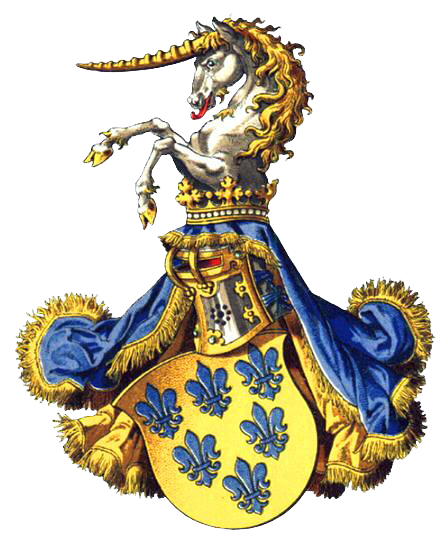
Escut d'armes de la família Farnese.

Els Farnese foren una influent família del Renaixement italià, els membres dels quals aconseguiren el poder al Ducat de Parma. Entre els membres d'aquesta família també destaca el Papa Pau III.
Aquesta família foren importants mecenes gràcies a la seva condició aristocràtica, el que els va permetre finançar o adquirir nombroses obres artístiques, entre elles el Palau Farnese de Roma o la Vil·la Farnesi a Caprarola.

## Orígens
Hi ha diverses hipòtesis sobre l'origen etimològic del mot "Farnesti/Farnese". Alguns historiadors sostenen que el seu nom deriva del mot "Farnia", vocable en llengua llombarda per designar el roure; mentre altres sostenen que deriva de la paraula "Fara", un terme llombard per a designar un grup social en particular. El seu origen més remot se situa al voltant de l'any 984, mitjançant l'esment de la més antiga possessió feudal de la mateixa família, el "Castrum Farneti".
Al segle xii s'esmenten a les cròniques medievals de l'època diversos feus a Tuscània i Orvieto, i també apareixen els primers noms dels membres, entre ells Pietro Farnese, el qual va derrotar els Gibel·lins de la Toscana l'any 1110 i, molt probablement, va lluitar contra els italo-normands el 1134. El seu fill Prudenzio va ser cònsol a Orvieto i va derrotar els gibel·lins d'aquesta ciutat protegida per Siena. Un altre membre anomenat Pietro va defensar la ciutat en contra d'Enric VI del Sacre Imperi Romanogermànic. El 1254 Ranuccio Farnese va derrotar les tropes de la ciutat de Todi i va lluitar a favor del papa Urbà IV en contra de Manfred I de Sicília, i el seu fill Niccolò va formar part dels güelfs en la batalla de Benevent el 1266.
Els Farnese retornaren a Túscia (regió històrica situada a cavall de les actuals Toscana i Laci) quan van adquirir la població de Farnese i diversos castells, i en els anys successius van anar guanyant territoris prop de Valentano. El 1362 Pietro Farnese fou nomenat cap de l'exèrcit florentí contra la República de Pisa, i sis anys després Niccolò ajudà al papa Urbà V contra els seus enemics. Aquesta lleialtat entorn de la Santa Seu comportà la confirmació de les possessions familiars al nord del Laci i els concedí una sèrie de privilegis que els posà al mateix nivell que altres famílies italianes del moment (Savelli, Orsisi, Monaldeschi o Sforza).

## Ascens al poder

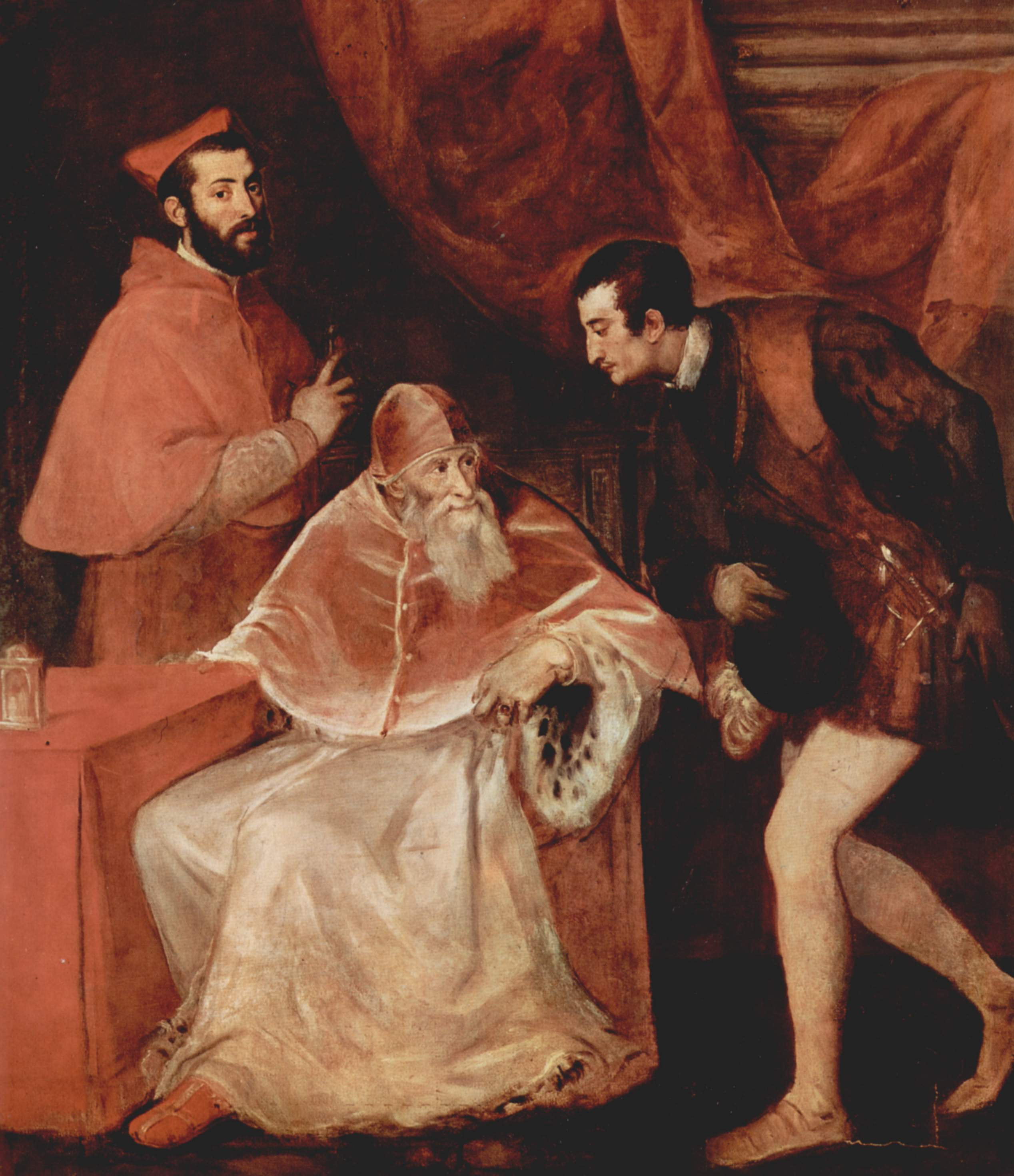
El papa Pau III amb els seus nets, el cardenal Alexandre Farnese i Octavi I de Parma, pintat per Ticià.

Al segle xv els Farnese aconseguiren estendre els seus territoris fins a arribar a la ribera del llac Bolsena gràcies a Ranuccio Farnese il Vecchio. Aquest aconseguí derrotar els Orsini de Pitigliano i el 1419 el papa Martí V el nomenà "senador de Roma". El fill de Ranuccio Farnese il Vecchio, Pere Lluís, es casà amb una membre de la família Caetani (de la qual era originari el papa Bonifaci VIII), cosa que permeté als Farnese aconseguir una situació privilegiada a Roma. La filla d'aquests, Júlia Farnese va esdevenir amant d'Alexandre VI i va aconseguir ampliar la fortuna de la família, i el seu germà Pau va esdevenir cardenal i posteriorment es convertí amb el papa Pau III.

### Ducs de Parma
Pau III, en accedir al tron de Sant Pere, va nomenar el seu fill Pere Lluís Capità General de l'Església Catòlica i, l'any 1545 li concedí el títol de duc de Parma, creant així un estat al nord dels Estats Pontificis. El ducat fou governat de manera ininterrompuda per la dinastia Farnese fins al 1731, moment en el qual fou ocupat per les tropes espanyoles i instauraren un membre de la Dinastia Borbó, Carles I de Parma.

## Genealogia

### Branca Farnese (1100-1549), tronc comú[4]
1. Niccolò Farnese (?-1339)
  1. Pere Farnese (?-1363)
  2. Ranuccio Farnese
    1. Piero von Montalto
      1. Ranuccio Farnese il Vecchio (1390-1450), 
        1. Pere Lluís Farnese (?-1487)
          1. Bartolomeo von Montalto
          2. Júlia Farnese
          3. Alexandre Farnese/Pau III (1468-1549)

### Primera branca Farnese (1549-1622)
1. Alexandre Farnese/Pau III (1468-1549)
  1. Pere Lluís Farnese (1503-1547)
    1. Alexandre Farnese (1520-1589)
    2. Octavi Farnese (1524-1586) 
      1. Alexandre I Farnese (1545-1592) 
        1. Margarida Farnese (1567-1643)
        2. Ranuccio I Farnese (1569-1622)
        3. Odoard Farnese (1573-1626)

    3. Horaci Farnese (?-1553)
    4. Ranuccio Farnese (1530-1556)

  2. Ranuccio Farnese (?-1529)
  3. Costança Farnese

### Segona branca Farnese (1569-1766)
1. Ranuccio I Farnese (1569-1622) 
  1. Alexandre Farnese (1610-1630)
  2. Odoard I Farnese (1612-1646) 
    1. Ranuccio II Farnese (1630-1694)
      1. Margarida Maria Farnese (1664-1718)
      2. Odoard II Farnese (1666-1693) 
        1. Isabel Farnese (1692-1766)

      3. Francesc Farnese (1678-1727)
      4. Antoni I Farnese (1679-1731)

    2. Alexandre Farnese (1635-1689)
    3. Horaci Farnese (1636-1656)
    4. Pere Farnese (1639-1677)

  3. Maria Farnese (1615-1646)
  4. Victòria Farnese (1618-1649)
  5. Francesc Farnese (1620-1647)